# Luca Sacchi
Luca Sacchi (Milano, 10 gennaio 1968) è un ex nuotatore e commentatore televisivo italiano.

## Carriera
Proviene da una famiglia legata al nuoto; il padre, la madre e due zii sono stati nuotatori e tutti hanno fatto parte della nazionale italiana. Ha iniziato a nuotare allenato dal padre Remo Sacchi che è stato anche il fondatore, assieme ad Angelo Romani, della società "Dimensione dello Sport" (DDS) in cui Luca ha svolto tutta la sua carriera da atleta.
Specializzato nei misti, si può definire un nuotatore polivalente in quanto capace di ottenere risultati di rilievo anche negli altri stili sia in Italia che all'estero. Ha esordito agli europei giovanili del 1984 in cui ha vinto l'argento nei 200 m rana e il bronzo nei 400 m misti. Ha vinto i suoi primi titoli italiani nel 1987 nei 200 m rana e nei 200 m misti; in questa distanza ai campionati italiani è stato battuto una sola volta in dieci anni, nel 1989 da Stefano Battistelli. Nello stesso anno ha esordito con la nazionale maggiore ai Giochi del Mediterraneo di Latakia dove ha vinto due medaglie, bronzo nei 200 m dorso e argento nei 200 m misti battuto dal compagno di squadra Lorenzo Benucci.
Nel 1988 ai campionati italiani ha fatto la sua prima doppietta 200 – 400 m misti e si è qualificato per i Giochi olimpici di Seul; in Corea del Sud è stato finalista B nei 200 m misti e finalista nei 400 m misti nella stessa gara in cui Battistelli ha vinto la medaglia di bronzo. L'anno dopo ha partecipato ai campionati europei di Bonn dove è giunto sesto in finale nei 400 m misti.
Nel 1990 è stato sconfitto da Battistelli ai campionati italiani nei 400 m misti per l'ultima volta; in nazionale ha fatto il suo esordio in Coppa Latina. Ha viaggiato molto di più con la squadra italiana nel 1991 iniziando a gennaio quando è stato convocato per i mondiali di Perth; nei 400 m misti è arrivato quinto in finale in cui c'era anche Battistelli che è salito sul podio. In estate ha avuto un doppio impegno ad Atene, prima per i Giochi del Mediterraneo dove ha vinto i 400 m misti, il suo primo oro internazionale. Il secondo oro, quello più importante, lo ha vinto in agosto sempre nei 400 m misti ai campionati europei quando è riuscito a superare per quattro centesimi Patrick Kühl: inoltre è arrivato terzo nei 200 m misti vincendo la sua seconda medaglia.
Ha migliorato il primato del mondo in vasca corta nei 400 metri misti con 4'08"77 a Palma di Maiorca il 28 febbraio 1992. In estate è stato convocato per i Giochi olimpici di Barcellona. In Spagna ha conquistato la medaglia di bronzo nei 400 m misti giungendo dietro a Tamás Darnyi ed Eric Namesnik migliorando al tempo stesso il primato italiano sulla distanza. Dopo i Giochi ha rallentato l'attività agonistica nel 1993, è andato a studiare all'estero e non ha partecipato ai campionati europei. Ha però preso parte in primavera alla Coppa Latina dove ha vinto le gare dei misti e in estate ai Giochi del Mediterraneo in Linguadoca-Rossiglione in cui è ancora arrivato primo nei 200 e nei 400 m misti.
Ripresa in pieno l'attività nel 1994, è tornato a vincere i "suoi" titoli ai campionati italiani e si è qualificato per i mondiali di Roma in cui ha nuotato solo nei 400 m misti ed è arrivato sesto in finale. Nel 1995 ha partecipato in primavera alla Coppa Latina restando imbattuto nei misti, e in estate a Vienna ai campionati europei dove ha vinto la medaglia di bronzo nei 400 m misti ed è arrivato quarto nei 200 m.
Il 1996 è stato il suo ultimo anno come agonista. Ha puntato la preparazione per i Giochi olimpici e, qualificatosi, ha nuotato nella sua terza finale dei 400 m misti arrivando sesto. Ha concluso la carriera vincendo tre titoli poche settimane dopo a Catania ai campionati italiani estivi.
Dopo il ritiro come nuotatore è diventato giornalista per la carta stampata, commentatore televisivo delle gare di nuoto per la Rai (affiancando nella telecronaca Sandro Fioravanti prima e Tommaso Mecarozzi poi) e presidente della sua squadra di nuoto.

## Palmarès
Questa tabella è incompleta
| Giochi olimpici               | ---             | 200 m misti             | 400 m misti    |
| 1988 Seul Corea del Sud       | ---             | 5º in finale B 2'05"68  | 7º 4'23"23     |
| 1992 Barcellona Spagna        | ---             | 11º in batteria 2'03"54 | Bronzo 4'16"34 |
| 1996 Atlanta Stati Uniti      | ---             | 3º in finale B 2'03"49  | 6º 4'18"31     |
| Campionati mondiali           | ---             | 200 m misti             | 400 m misti    |
| 1991 Perth Australia          | ---             | 4º in finale B 2'04"53  | 5º 4'19"88     |
| 1994 Roma Italia              | ---             | ---                     | 6º 4'20"03     |
| Campionati europei            | ---             | 200 m misti             | 400 m misti    |
| 1989 Bonn Germania Ovest      | ---             | 2º in finale B 2'05"52  | 6º 4'22"96     |
| 1991 Atene Grecia             | ---             | Bronzo 2'02"93          | Oro 4'17"81    |
| 1995 Vienna Austria           | ---             | 4º 2'02"91              | Bronzo 4'18"82 |
| Giochi del Mediterraneo       | 200 m dorso     | 200 m misti             | 400 m misti    |
| 1987 Latakia Siria            | Bronzo 2'07"30  | Argento 2'06"72         | ---            |
| 1991 Atene Grecia             | ---             | ---                     | Oro 4'23"37    |
| 1993 Canet e Narbonne Francia | ---             | Oro 2'03"32             | Oro 4'22"30    |
| Europei giovanili             | 200 m rana      | ---                     | 400 m misti    |
| 1984 Lussemburgo Lussemburgo  | Argento 2'23"43 | ---                     | Bronzo 4'33"14 |

### Altri risultati
Coppa latina (vengono elencate solo le gare individuali)
- 1990: La Paz,  Messico

200 m misti: argento, 2'05"81
- 1993: Firenze,  Italia

200 m misti: oro, 2'04"28
400 m misti: oro, 4'23"32
- 1995: Belo Horizonte,  Brasile

200 m misti: oro, 2'05"75
400 m misti: oro, 4'31"25

### Campionati italiani
28 titoli individuali, così ripartiti:
- 2 nei 200 m rana
- 1 nei 200 m farfalla
- 13 nei 200 m misti
- 12 nei 400 m misti

| Anno | Edizione    | st.libero 4×200 m | rana 200 m | farfalla 200 m | misti 200 m | misti 400 m | mista 4×100 m |
| ---- | ----------- | ----------------- | ---------- | -------------- | ----------- | ----------- | ------------- |
| 1986 | Primaverili | -                 | -          | -              | -           | 2           | -             |
| 1987 | Estivi      | -                 | 1          | -              | 1           | 2           | -             |
| 1988 | Primaverili | -                 | -          | 1              | 1           | 2           | -             |
| 1988 | Estivi      | -                 | -          | 2              | 1           | 1           | -             |
| 1989 | Estivi      | -                 | -          | -              | 2           | 1           | -             |
| 1990 | Primaverili | 2                 | -          | 2              | 1           | 2           | -             |
| 1990 | Estivi      | 2                 | -          | 3              | 1           | 1           | -             |
| 1991 | Primaverili | 2                 | -          | -              | 1           | 1           | 2             |
| 1991 | Estivi      | 3                 | -          | -              | 1           | 1           | -             |
| 1992 | Primaverili | 3                 | 2          | 2              | 1           | 1           | -             |
| 1994 | Primaverili | -                 | -          | -              | -           | 1           | -             |
| 1994 | Estivi      | -                 | -          | 2              | 1           | 1           | -             |
| 1995 | Primaverili | -                 | -          | -              | 1           | 1           | -             |
| 1995 | Estivi      | -                 | 2          | -              | 1           | 1           | -             |
| 1996 | Primaverili | -                 | -          | 2              | 1           | 1           | -             |
| 1996 | Estivi      | -                 | 1          | -              | 1           | 1           | -             |